# Географія Киргизстану
Киргизстан — центральноазійська країна, що знаходиться в глибині континенту і не має виходу до вод Світового океану . Загальна площа країни 199 951 км² (87-ме місце у світі), з яких на суходіл припадає 191 801 км², а на поверхню внутрішніх вод — 8 150 км². Площа країни у 3 рази менша за площу України. 

## Етимологія
Офіційна назва — Киргизька Республіка, Киргизстан (кон. Кыргыз Республикасы, Кыргызстан; рос. Киргизская Республика, Киргизстан). Назва країни походить від комбінації двох тюркських слів, «кирк» — 40 і «уз» — рід, плем'я племена, та іранського «стан», що означає земля, край, країна, тобто «країна 40 племен». Або тих 40 племен, що їх об'єднав легендарний національний киргизький герой Манас, або тих 40 племен, що були переселені джунгарами з їхньої історичної батьківщини в Хакасії в XVIII столітті. Існує спрощене пояснення назви країни від етноніму народу, що її населяє, тобто Киргизстан — Країна киргизів.

## Географічне положення

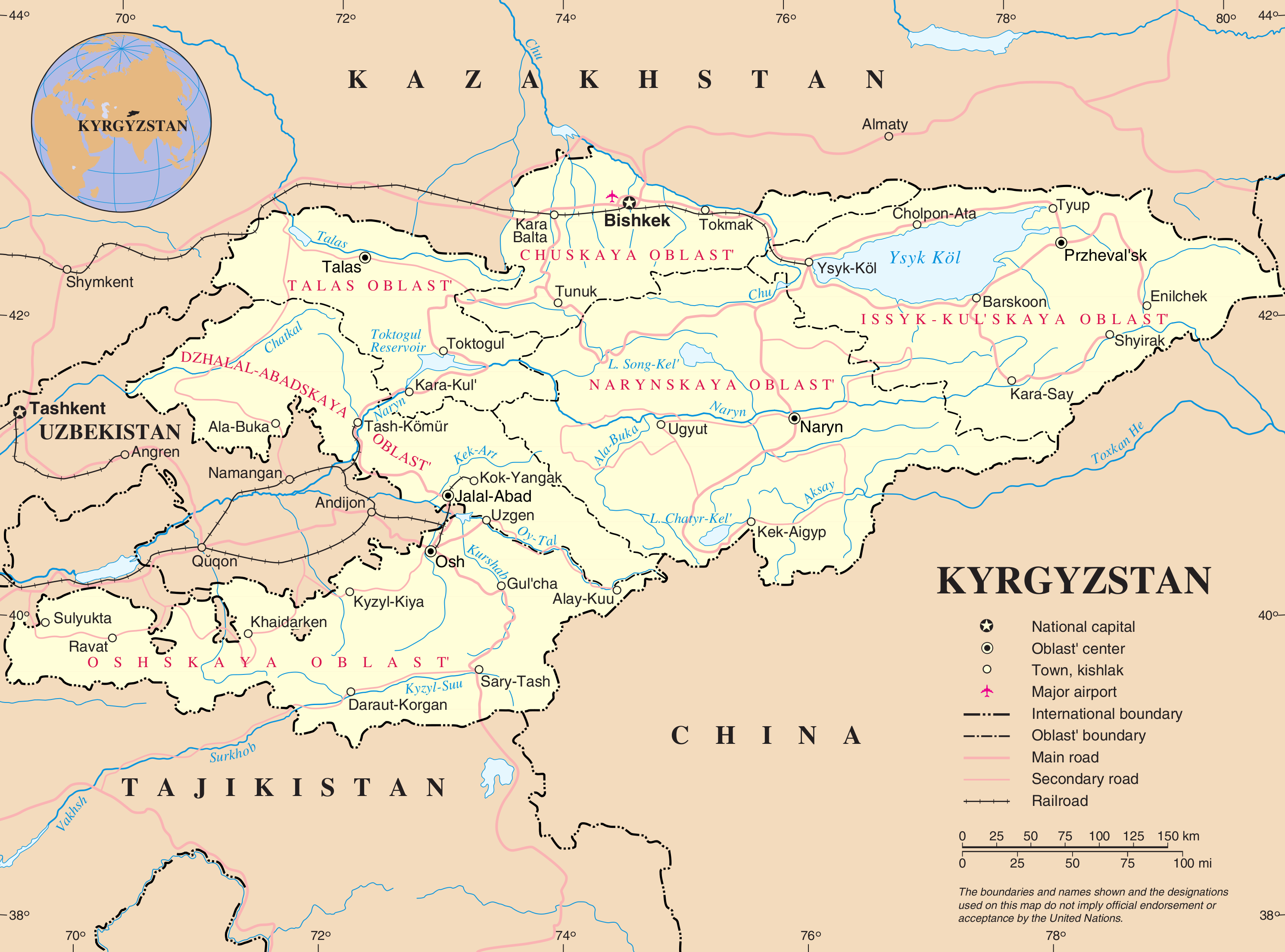
Карта Киргизстану від ООН

Киргизстан — центральноазійська країна, що межує з чотирма іншими країнами: на півночі — з Казахстаном (спільний кордон — 1212 км), на сході — з Китаєм (1063 км), на півдні — з Таджикистаном (984 км), на заході — з Узбекистаном (1314 км). Загальна довжина державного кордону — 4573 км. Країна не має виходу до вод Світового океану.

### Час
Час у Киргизстані: UTC+6 (+4 години різниці часу з Києвом).

## Рельєф
Киргизстан — гірська країна, розташована в межах Тянь-Шаню і Паміро-Алаю. Територія Киргизстану характеризується висотами понад 500 м, а ⅓ її площі — понад 3000 м. Середні висоти — 2988 м.
Гори займають ¾ площі країни. Багато хребтів Тянь-Шаню — Таласський Алатау, Киргизький Алатау, Кюнгей-Ала-Тоо, Терскей-Ала-Тоо і інші мають переважно субширотне простягання. Великий Ферганський хребет орієнтований з північного заходу на південний схід, а хребет Какшал-Тоо — з південного заходу на північний схід (вздовж кордону з Китаєм), з єдиним перевалом в межах Тянь-Шаню Торугарт (3752 м). Між хребтами Кюнгей-Ала-Тоо і Терскей-Ала-Тоо знаходиться міжгірна западина, дно якої зайнято великим озером Іссик-Куль, так званим «Киргизьким морем». На півночі від Киргизького хребта розташована передгірська Чуйська западина, найбільш освоєна і густонаселена частина республіки. Велика Ферганська западина заходиться в межах Киргизстану лише частково. У киргизькій частині Паміро-Алаю переважають субширотні елементи рельєфу — Алайський хребет, Алайська долина, Туркестанський і Заалайський хребти. У східній частині Заалайський хребет перетинається Памірським трактом через перевал Кизил-Арт.
Найвища точка держави — гора Пік Перемоги, або Дженгіш-Чокусу (7439 м), розташований в Тянь-Шані на сході країни, на кордоні з Китаєм.
Найнижча місцевість — уріз води (394 м.) у Великому Ферганському каналі у північній частині села Арка Джани-Джерського аїльного аймаку Лейлецького району Баткенської області, що на кордоні із Таджикистаном.

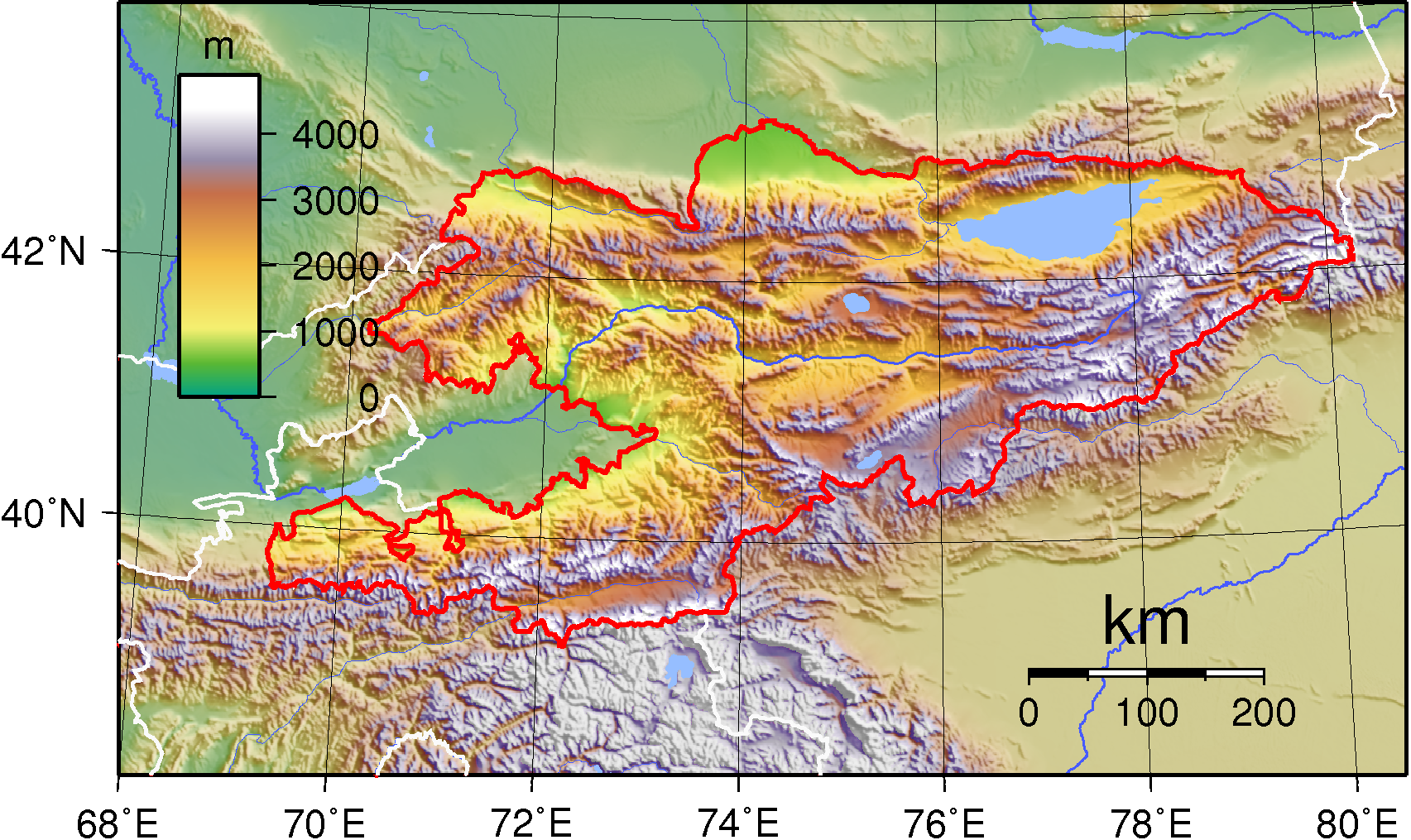
Рельєф Киргизстану
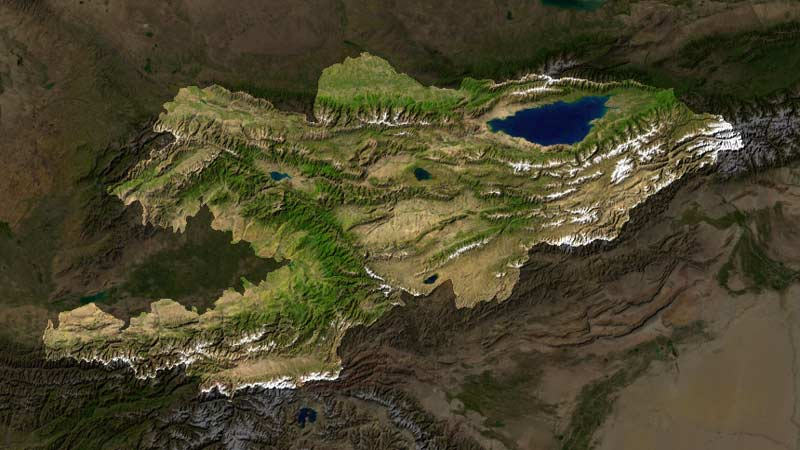
Супутниковий знімок поверхні країни
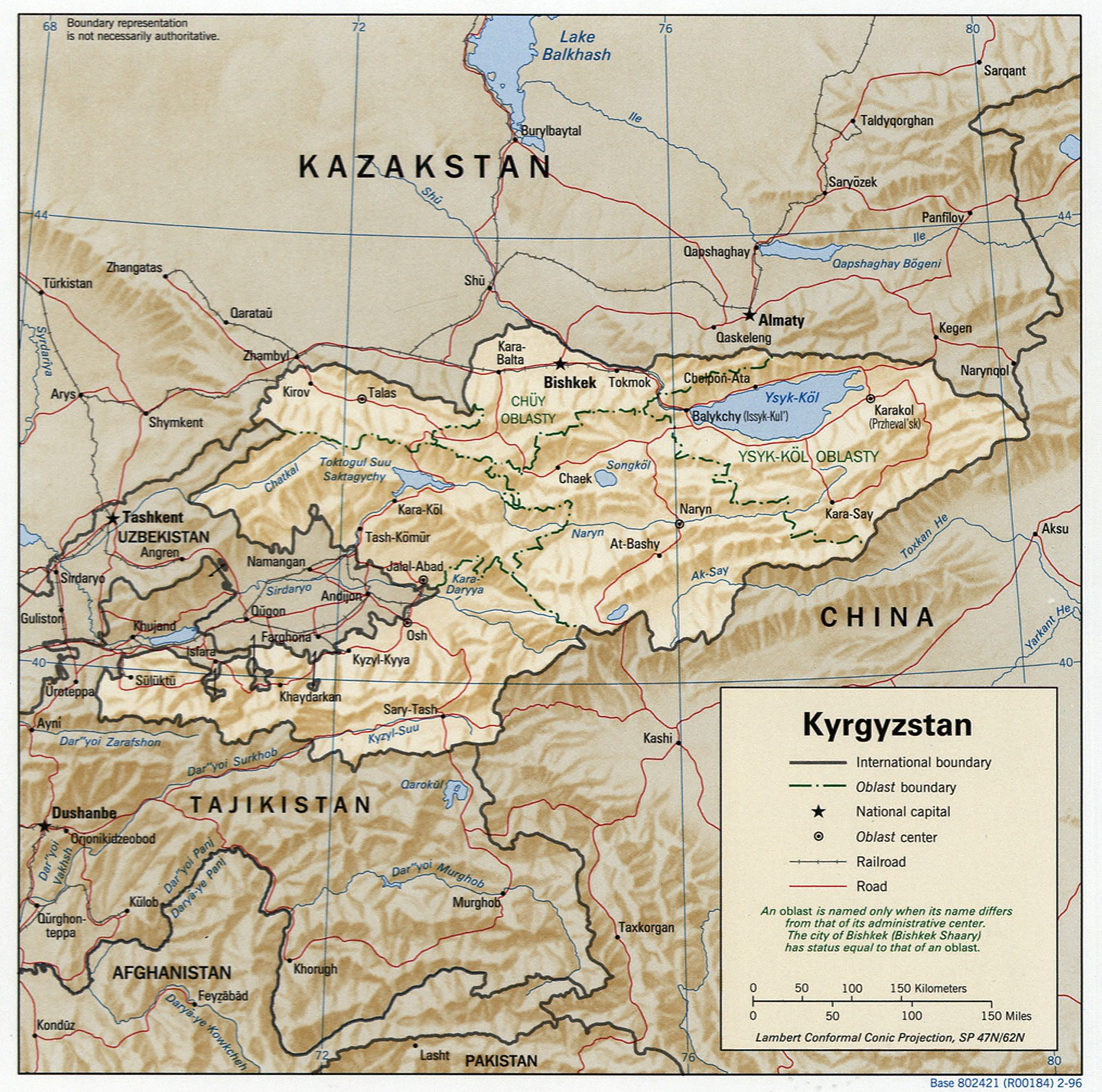
Карта країни (англ.)
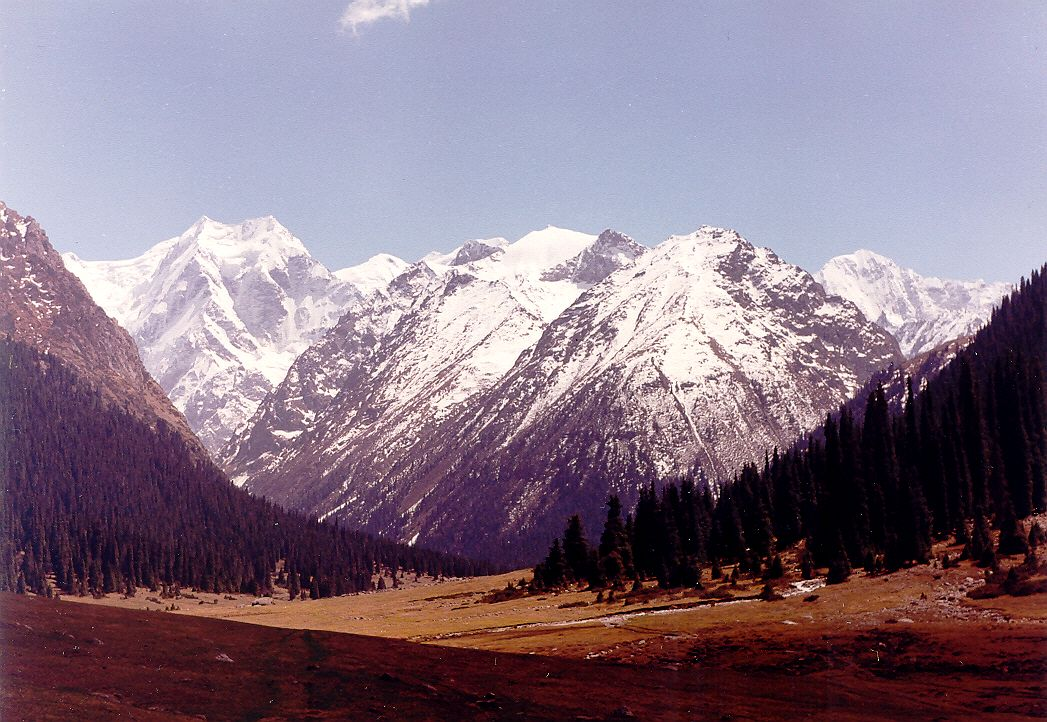
Гори Тянь-Шань
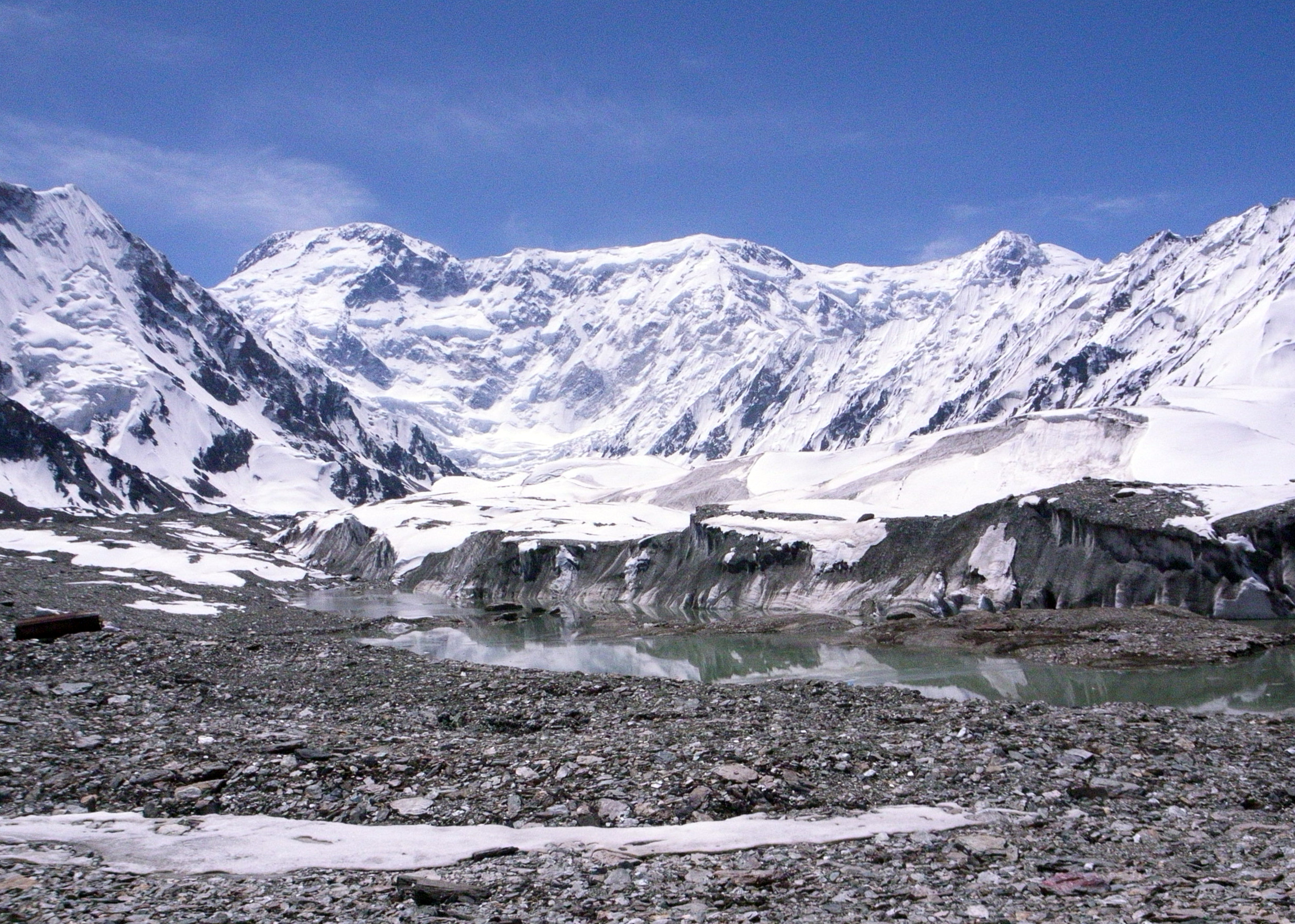
Пік Перемоги

У країні існує понад 20 морфологічних типів рельєфу екзараційного, ерозійного та акумулятивного походження, які розташовані ярусами.

## Клімат
Територія Киргизстану лежить на кордоні помірного і субтропічного кліматичного поясів високогірного типу. На місцевості кліматичні умови здебільшого визначаються орографією, висотою і напрямком простягання гірських хребтів. Влітку переважають тропічні повітряні маси з антициклонічною погодою, взимку — помірні з циклонічною. Значні сезонні амплітуди температури повітря і розподілу атмосферних опадів, значне накопичення снігу, утворюються льодовики.

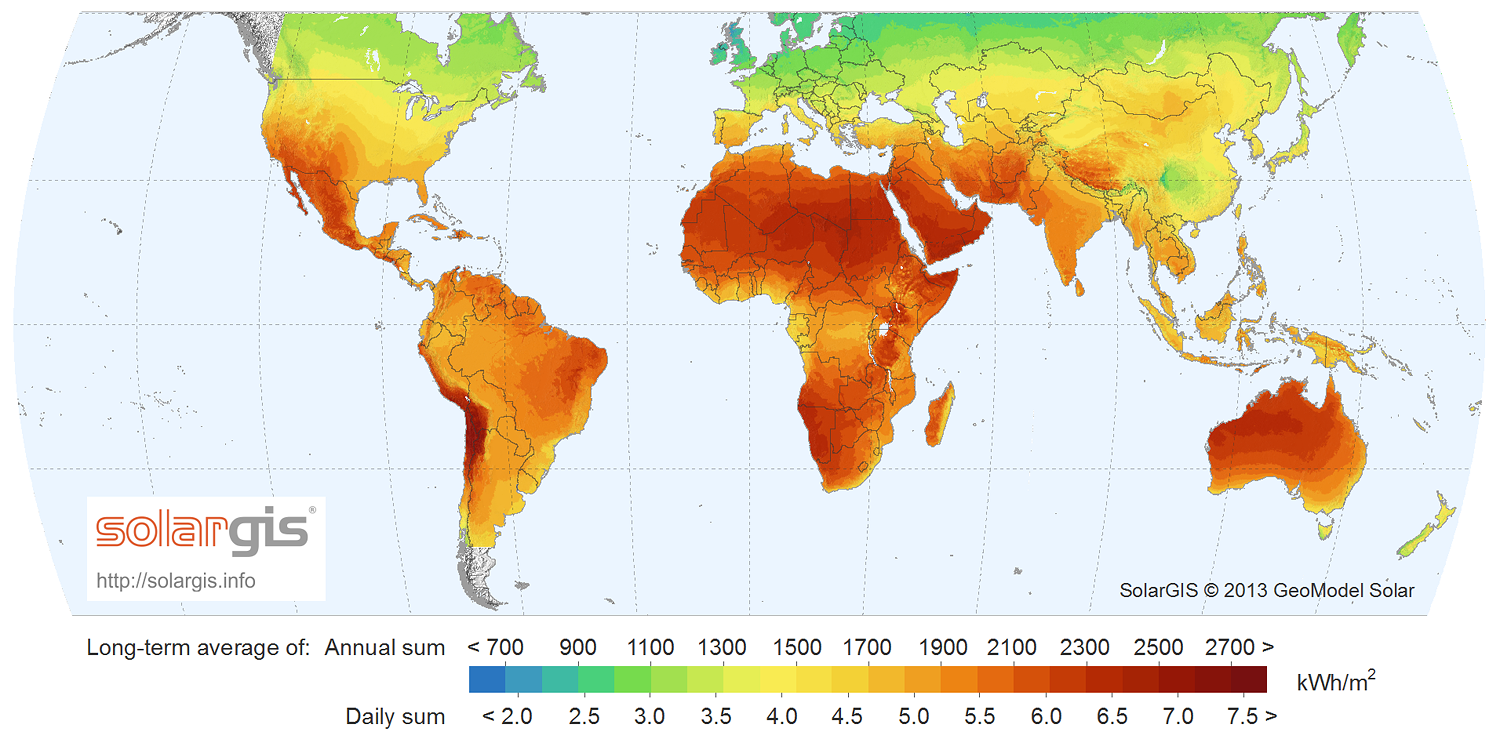
Сонячна радіація (англ.)
Кліматична карта Киргизстану (за Кеппеном)

Киргизстан є членом Всесвітньої метеорологічної організації (WMO), в країні ведуться систематичні спостереження за погодою.

## Внутрішні води

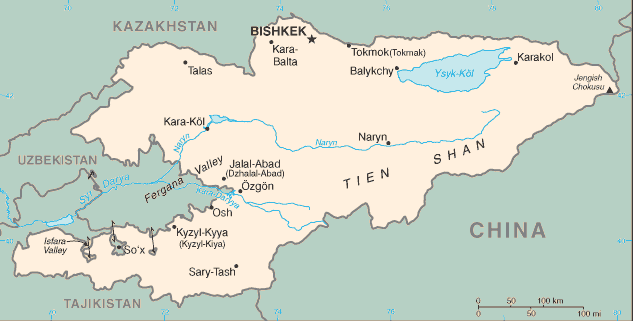
Гідрографічна мережа Киргизстану
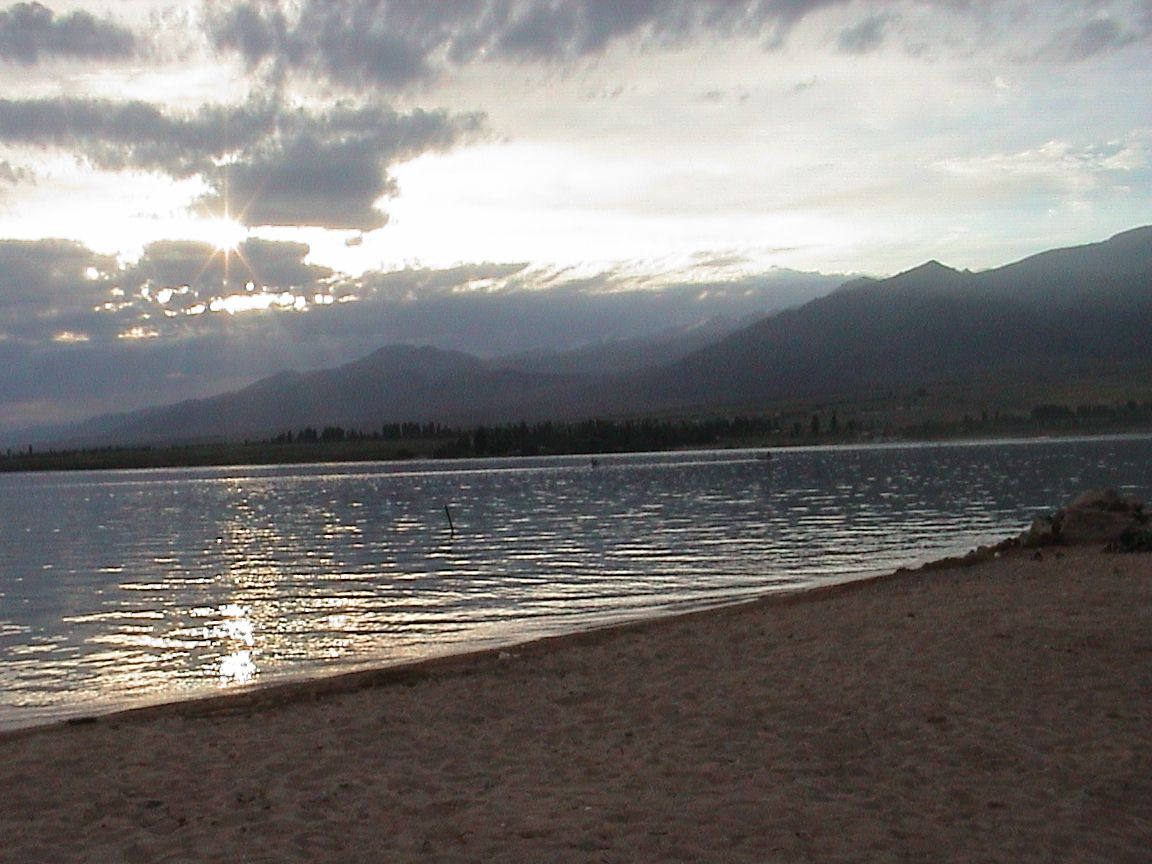
Озеро Іссик-Куль
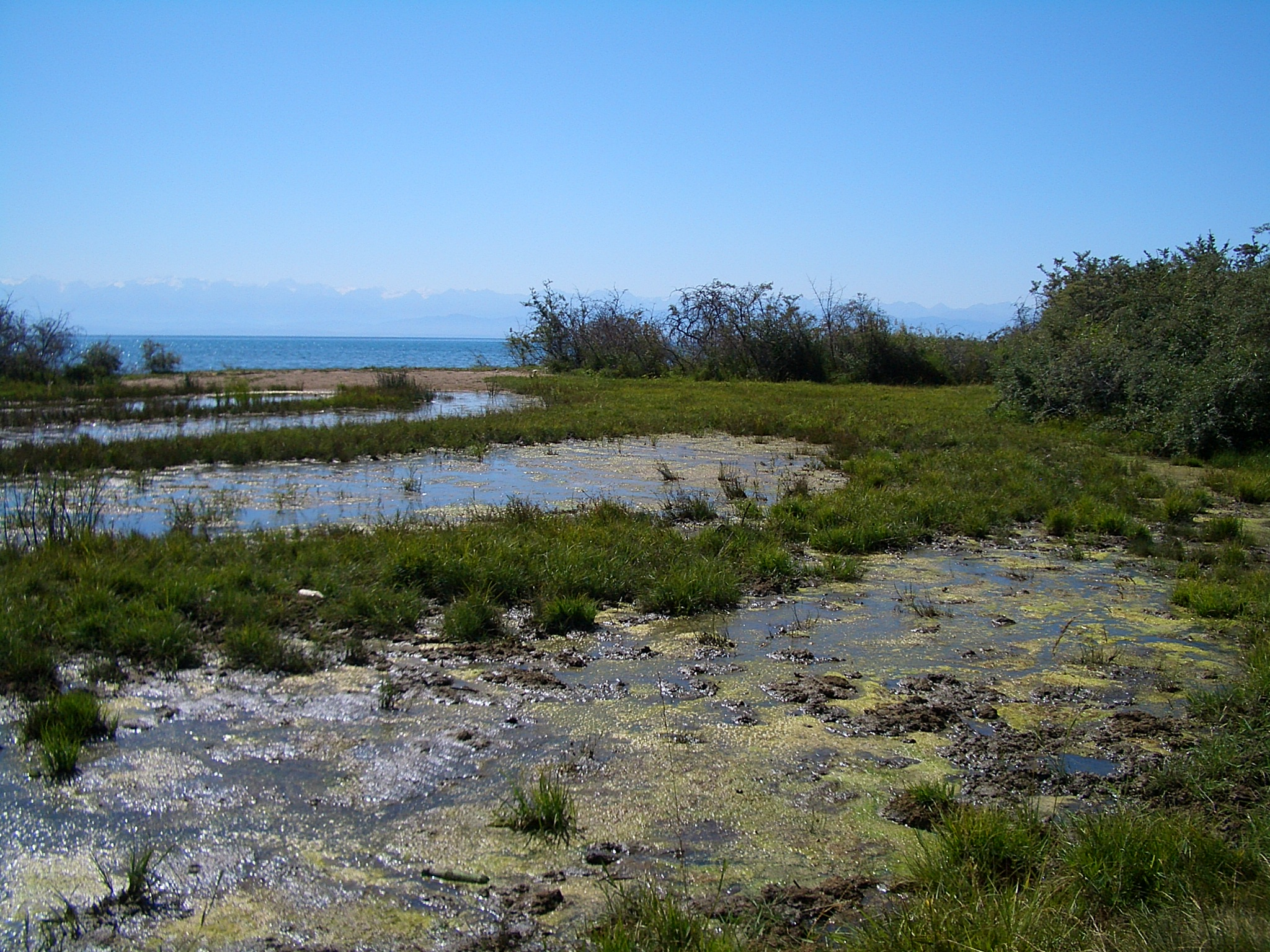
Заболочені береги озера Іссик-Куль
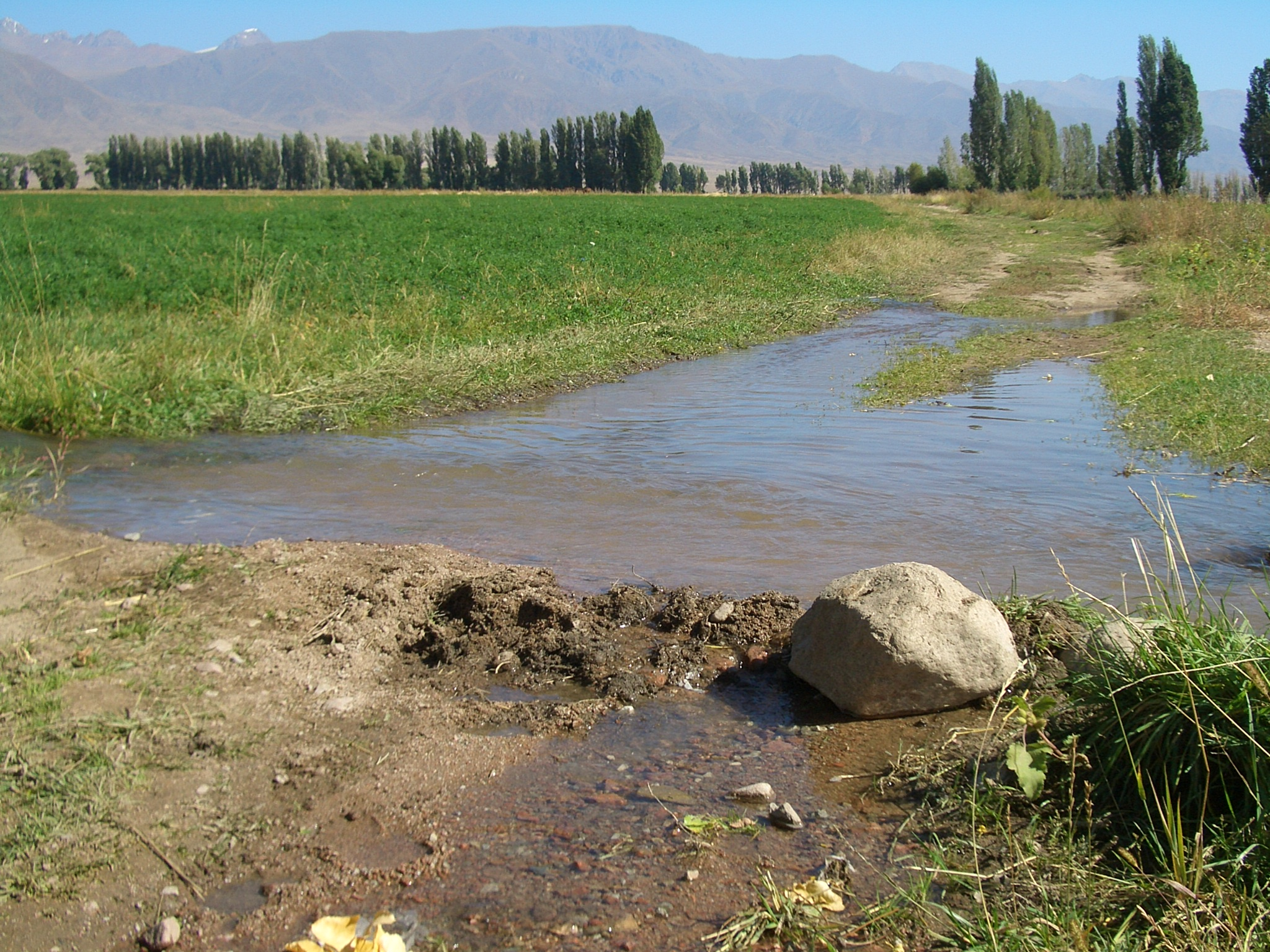
Іригація в районі Тамчи

### Річки
Річки країни належать безстічним областям Центральної Азії. Значні річки: Чу, Нарин і Талас — беруть початок у високогір'ї. Чу протікає на півночі, по ній протягом 145 км проходить кордон Киргизстану та Казахстану. Річка Нарин, зливаючись з річкою Карадар'я, утворює Сирдар'ю, яка тече на схід, у Ферганську долину. Талас дренує північно-східний Киргизстан.

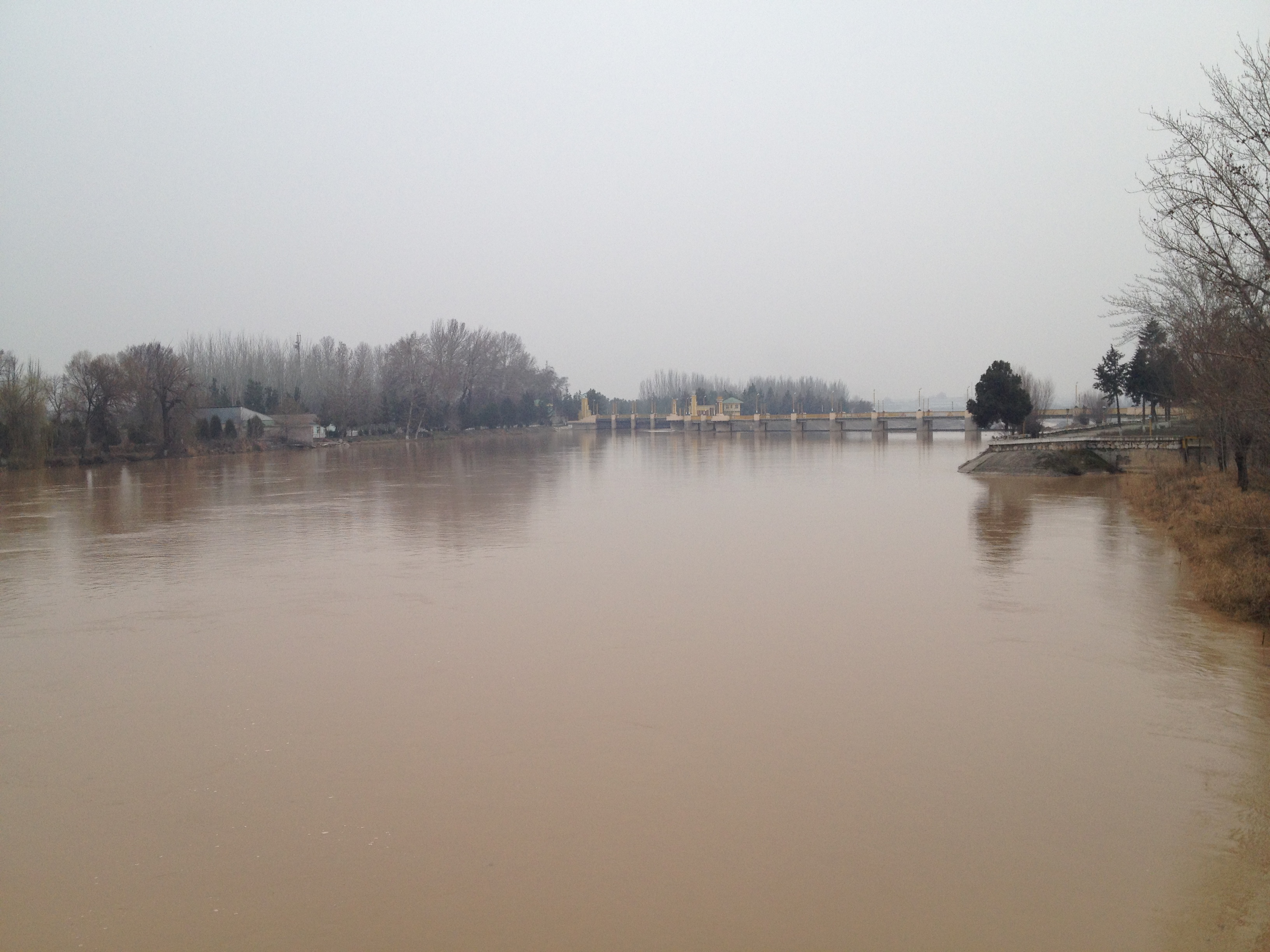
Річка Карадар'я
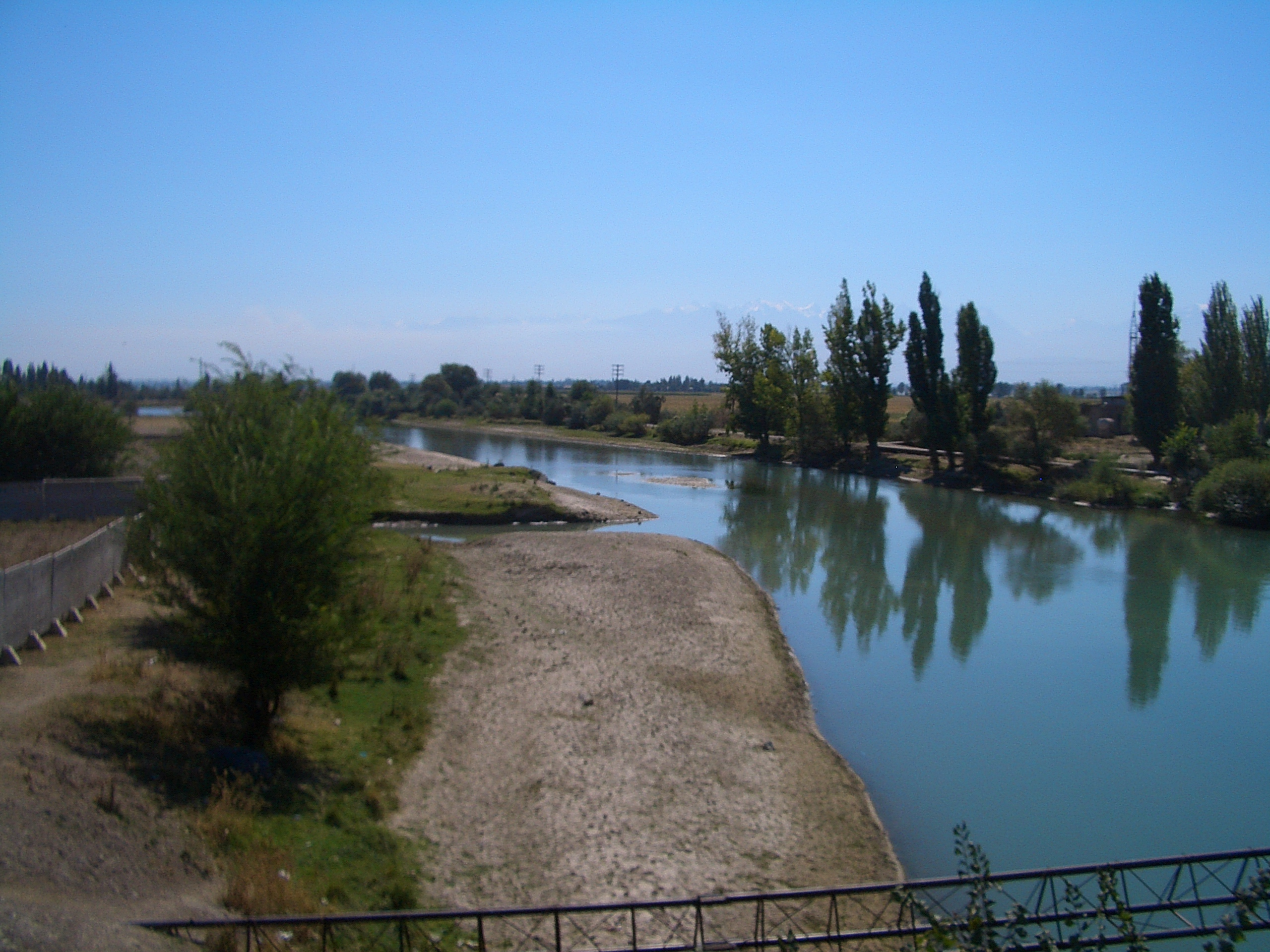
Річка Чу
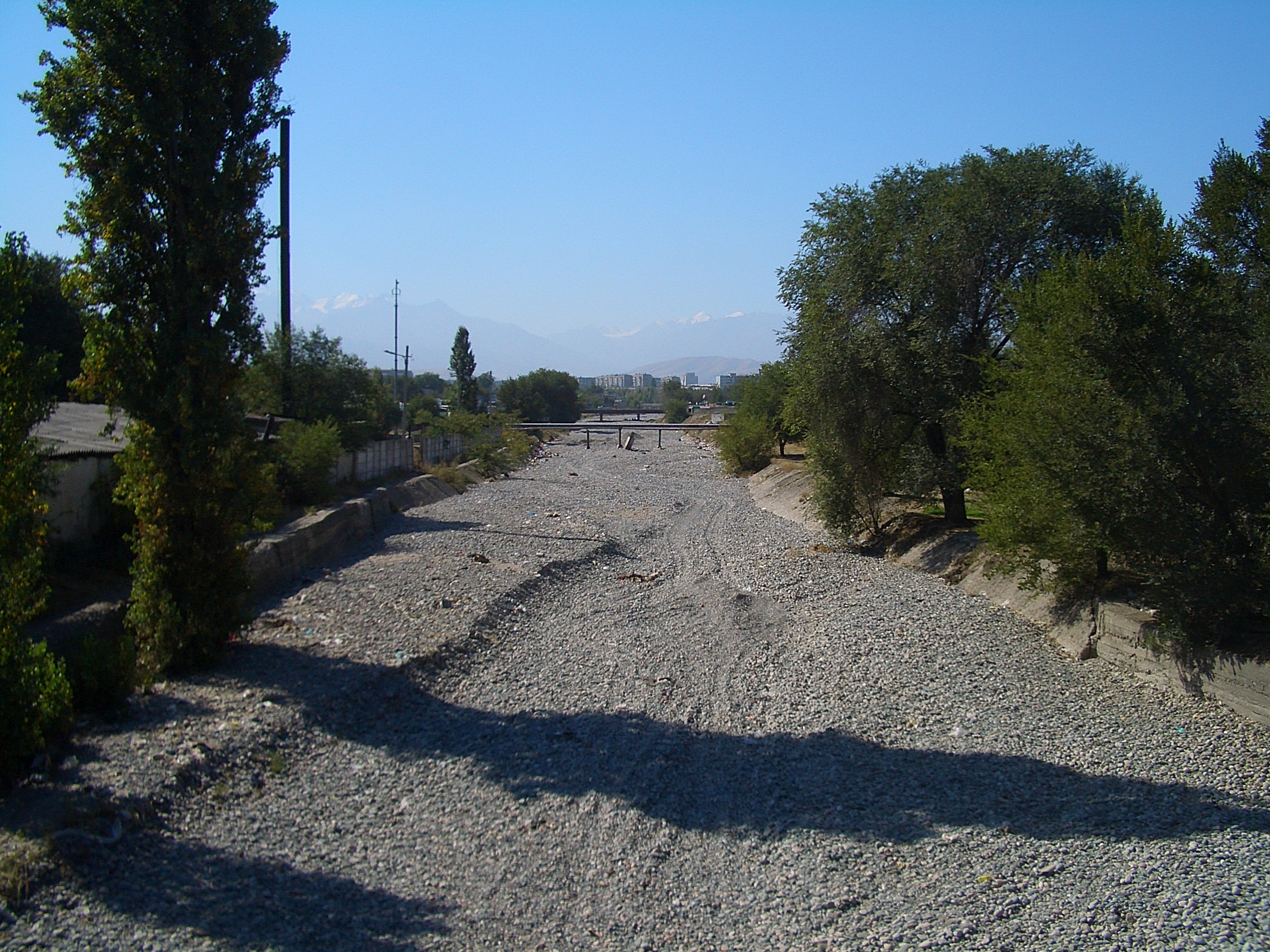
Річка Аламедін у межінь

### Озера
На території країни близько 3000 озер льодовикового, просадкового і тектонічного походження. Озеро Іссик-Куль — одне з найбільших високогірних озер світу (довжина 182 км, ширина до 58 км, максимальна глибина 702 м).

### Льодовики
У Киргизстані у горах поширені льодовики.

## Тваринний світ
За зоогеографічним районуванням світу країна належить до Нагірно-Азійської провінції Центральноазійської підобласті Голарктичної області. Киргизстан — гірська країна. Тому на більшій частині території в розміщенні тваринних угруповань ярко проявляється явище висотної поясності. Основу тваринного населення країни становлять інтразональні серії тваринних угруповань, характерні для гір, розташованих на межі між помірним і субтропічним кліматичними поясами. Інтразональні долинно-річкові й приозерні тваринні угруповання разом із зональними (напівпустельними і пустельними) угрупованнями відіграють у тваринному населенні регіону незначну роль. Вони фрагментарно трапляються в западинах між гірськими хребтами. Домінуючими в зональних угрупованнях є ксерофільні групи та види тварин.

## Стихійні природні явища
На території країни спостерігаються небезпечні природні явища і стихійні лиха:
- снігові лавини у горах;
- значні снігопади;
- раптові посухи внаслідок тривалих фенових вітрів з гір до долин;
- селі;
- землетруси[1].

## Природні ресурси

### Мінеральні ресурси
Надра Киргизстану багаті на ряд корисних копалин: золото, рідкісноземельні метали, кам'яне вугілля, нафту, природний газ, нефелін, ртуть, бісмут, свинець, цинк.

### Водні ресурси
Загальні запаси відновлюваних водних ресурсів (ґрунтові і поверхневі прісні води) становлять 23,62 км³. Станом на 2012 рік в країні налічувалось 10233 км² зрошуваних земель.

### Земельні ресурси
Земельні ресурси Киргизстану (оцінка 2011 року):
- придатні для сільськогосподарського обробітку землі — 55,4 %,
  - орні землі — 6,7 %,
  - багаторічні насадження — 0,4 %,
  - землі, що постійно використовуються під пасовища — 48,3 %;
- землі, зайняті лісами і чагарниками — 5,1 %;
- інше — 39,5 %[1].

## Охорона природи
Серед екологічних проблем варто відзначити:
- забруднення вод;
- водозабір питної води із забруднених джерел без очищення і підготовки;
- поширення інфекційних хвороб, пов'язаних з відкритими водоймами;
- зростаюче засолення ґрутів в місцях іригації.

Киргизстан є учасником ряду міжнародних угод з охорони навколишнього середовища:
- Конвенції про транскордонне забруднення повітря (CLRTAP),
- Конвенції про біологічне різноманіття (CBD),
- Рамкової конвенції ООН про зміну клімату (UNFCCC),
- Кіотського протоколу до Рамкової конвенції,
- Конвенції ООН про боротьбу з опустелюванням (UNCCD),
- Базельської конвенції протидії транскордонному переміщенню небезпечних відходів,
- Монреальського протоколу з охорони озонового шару,
- Рамсарської конвенції із захисту водно-болотних угідь[12].

## Фізико-географічне районування
У фізико-географічному відношенні територію Киргизстану можна розділити на _ райони, що відрізняються один від одного рельєфом, кліматом, рослинним покривом:.

### Українською
- Атлас світу / голов. ред. І. С. Руденко ; зав. ред. В. В. Радченко ; відп. ред. О. В. Вакуленко. — К. : ДНВП «Картографія», 2005. — 336 с. — ISBN 9666315467.
- Атлас. 7 клас. Географія материків і океанів / Укладачі О. Я. Скуратович, Н. І. Чанцева. — К. : ДНВП «Картографія», 2014.
- Барановська О. В. Фізична географія материків і океанів : навч. посіб. для студентів ВНЗ : [у 2 ч.]. — Н. : Ніжинський державний університет ім. Миколи Гоголя, 2013. — 306 с. — ISBN 978-617-527-106-3.
- Бєлозоров С. Т. Географія материків. — К. : Вища школа, 1971. — 371 с.
- Гілецький Й. Р. Природні ресурси світу : Навч. посібник. — Львів : Світ, 2004. — 304 с. — ISBN 966-603-307-0
- Дубович І. А. Країнознавчий словник-довідник. — 5-те вид., перероб. і доп. — К. : Знання, 2008. — 839 с. — ISBN 978-966-346-330-8.
- Заставецький Ю. С. Регіональна фізична географія світу : Навч. посібник. — Львів : Світ, 2000. — 480 с.
- Киргизстан // Гірничий енциклопедичний словник : [у 3-х тт.] / за ред. В. С. Білецького. — Д. : Східний видавничий дім, 2004. — Т. 3. — 752 с. — ISBN 966-7804-78-X.
- Кукурудза С. І. Біогеографія : Підручник. — Львів : Вид-во ЛГУ ім. Івана Франка, 2006 — 504 с. — ISBN 966-613-502-7
- Палієнко В. І., Шищенко П. Г., Бойко В. М. Фізична географія світу : Навч. посібник. — К. : КНУ ім.  Т. Шевченка, 2016. — 246 с. — ISBN 978-966-439-918-1
- Панасенко Б. Д. Фізична географія материків : навч. посіб. : в 2 ч. — В. : ЕкоБізнесЦентр, 1999. — 200 с.
- Пузанов І. І. Зоогеографія : Підручник. — Київ—Львів : Рад. школа, 1949. — 504 с.
- Фізична географія материків та океанів : підруч. для студ. вищ. навч. закл. : у 2 т / за ред. П. Г. Шищенка. — К. : Видавництво Київського нац. ун-т ім. Т. Шевченка, 2009. — Т. 1. : Азія. — 643 с. — ISBN 978-966-439-257-7.
- Юрківський В. М. Регіональна економічна і соціальна географія. Зарубіжні країни: Підручник. — 2-ге. — К. : Либідь, 2001. — 416 с. — ISBN 966-06-0092-5.

### Англійською
- (англ.) Graham Bateman. The Encyclopedia of World Geography. — Andromeda, 2002. — 288 с. — ISBN 1871869587.

### Російською
- (рос.) Авакян А. Б., Салтанкин В. П., Шарапов В. А. Водохранилища. — М. : Мысль, 1987. — 326 с. — (Природа мира)
- (рос.) Алисов Б. П., Берлин И. А., Михель В. М. Курс климатологии [в 3-х тт.] / под. ред. Е. С. Рубинштейна. — Л. : Гидрометиздат, 1954. — Т. 3. Климаты земного шара. — 320 с.
- (рос.) Апродов В. А. Вулканы. — М. : Мысль, 1982. — 368 с. — (Природа мира)
- (рос.) Апродов В. А. Зоны землетрясений. — М. : Мысль, 2010. — 462 с. — (Природа мира) — ISBN 978-5-244-01122-7.
- (рос.) Бабаев А. Г., Зонн И. С., Дроздов Н. Н., Фрейкин З. Г. Пустыни. — М.  : Мысль, 1986. — 320 с. — (Природа мира)
- (рос.) Букштынов А. Д., Грошев Б. И., Крылов Г. В. Леса. — М. : Мысль, 1981. — 316 с. — (Природа мира)
- (рос.) Власова Т. В. Физическая география материков. С прилегающими частями океанов. Евразия, Северная Америка. — 4-е, перераб. — М. : Просвещение, 1986. — 417 с.
- (рос.) Гвоздецкий Н. А. Карст. — М. : Мысль, 1981. — 214 с. — (Природа мира)
- (рос.) Гвоздецкий Н. А., Голубчиков Ю. Н. Горы. — М. : Мысль, 1987. — 400 с. — (Природа мира)
- (рос.) Долгушин Л. Д., Осипова Г. Б. Ледники. — М. : Мысль, 1989. — 448 с. — (Природа мира) — ISBN 5-244-00315-1.
- (рос.) Географический энциклопедический словарь: географические названия / под. ред. А. Ф. Трёшникова. — 2-е изд., доп. — М. : Советская энциклопедия, 1989. — 585 с. — ISBN 5-85270-057-6.
- (рос.) Дроздов Н. Н., Мяло Е. Г. Биогеография мира : Учебник. — М. : Высшая школа, 1985. — 272 с.
- (рос.) Исаченко А. Г., Шляпников А. А. Ландшафты. — М. : Мысль, 1989. — 504 с. — (Природа мира) — ISBN 5-244-00177-9.
- (рос.) Словарь современных географических названий / под общей редакцией акад. В. М. Котлякова. — Екатеринбург : У-Фактория, 2006.
- (рос.) Лобова Е. В., Хабаров А. В. Почвы. — М. : Мысль, 1983. — 304 с. — (Природа мира)
- (рос.) Максаковский В. П. Географическая картина мира. Книга I: Общая характеристика мира. — М. : Дрофа, 2008. — 495 с. — ISBN 978-5-358-05275-8.
- (рос.) Максаковский В. П. Географическая картина мира. Книга II: Региональная характеристика мира. — М. : Дрофа, 2009. — 480 с. — ISBN 978-5-358-06280-1.
- (рос.) Киргизстан // Поспелов Е. М. Топонимический словарь. — М. : АСТ, 2005. — 229 с. — ISBN 5-17-016407-6.
- (рос.) Пфеффер П. Азия. — М. : Прогресс, 1982. — 316 с. — (Континенты, на которых мы живем)
- (рос.) География / под ред. проф. А. П. Горкина. — М. : Росмэн-Пресс, 2006. — 624 с. — (Современная иллюстрированная энциклопедия) — ISBN 5-353-02443-5.
- (рос.) Физико-географический атлас мира. — М. : Академия наук СССР и Главное управление геодезии и картографии ГУГК СССР, 1964. — 298 с.
- (рос.) Энциклопедия стран мира / глав. ред. Н. А. Симония. — М. : НПО «Экономика» РАН, отделение общественных наук, 2004. — 1319 с. — ISBN 5-282-02318-0.